# Kanton Noisy-le-Sec
Kanton Noisy-le-Sec is een voormalig kanton van het Franse departement Seine-Saint-Denis. Kanton maakte deel uit van het Arrondissement Bobigny tot het op 22 maart 2015 werd opgeheven en de gemeente Noisy-le-Sec werd opgenomen in het aangrenzende kanton Bobigny.

## Gemeenten
Het kanton Noisy-le-Sec omvatte de volgende gemeente:
- Noisy-le-Sec